# فتى الكاراتيه الجزء الثالث
فتى الكاراتيه الجزء الثالث (بالإنجليزية: The Karate Kid, Part III)‏ ، هي فيلم أمريكي من نوع فنون القتالية ، أنتجت سنة 1989م ، وهي الجزء الثالث من السلسلة.

## مصدر
1. ↑  وصلة مرجع: http://www.imdb.com/title/tt0097647/. الوصول: 8 أبريل 2016.
2. ↑  وصلة مرجع: http://www.allocine.fr/film/fichefilm_gen_cfilm=5351.html. الوصول: 8 أبريل 2016.
3. ↑  The Karate Kid, Part III at بوكس أوفيس موجو نسخة محفوظة 06 مايو 2017 على موقع واي باك مشين.

## وصلات خارجية
- فتى الكاراتيه الجزء الثالث على موقع IMDb (الإنجليزية)
- فتى الكاراتيه الجزء الثالث على موقع روتن توميتوز (الإنجليزية)
- فتى الكاراتيه الجزء الثالث على موقع نتفليكس (الإنجليزية)
- فتى الكاراتيه الجزء الثالث على موقع ألو سيني (الفرنسية)
- فتى الكاراتيه الجزء الثالث على موقع Turner Classic Movies (الإنجليزية)
- فتى الكاراتيه الجزء الثالث على موقع أول موفي (الإنجليزية)
- فتى الكاراتيه الجزء الثالث على موقع بوكس أوفيس موجو (الإنجليزية)
- فتى الكاراتيه الجزء الثالث على موقع فيلمافينيتي (الإسبانية)
- فتى الكاراتيه الجزء الثالث على موقع قاعدة بيانات الأفلام السويدية (السويدية)
- فتى الكاراتيه الجزء الثالث على موقع قاعدة بيانات الفيلم (الإنجليزية)